# Stenandrium grandiflorum
Stenandrium grandiflorum är en akantusväxtart som beskrevs av K. Vollesen. Stenandrium grandiflorum ingår i släktet Stenandrium och familjen akantusväxter. Inga underarter finns listade i Catalogue of Life.